# Tegal Binangun
Tegal Binangun is een bestuurslaag in het regentschap Tanggamus van de provincie Lampung, Indonesië. Tegal Binangun telt 1359 inwoners (volkstelling 2010).